# Kirche Mollenfelde

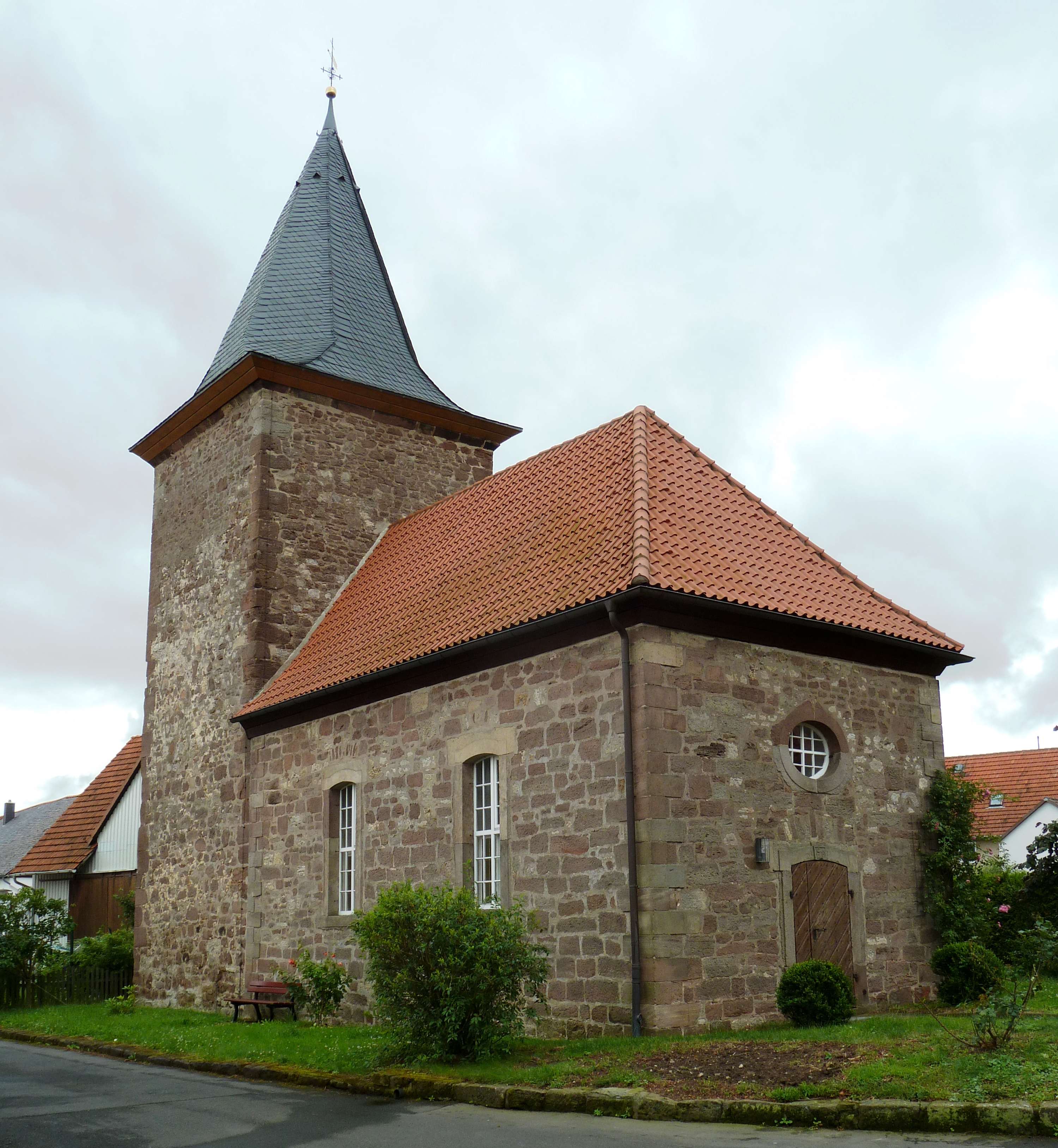
Kirche Mollenfelde

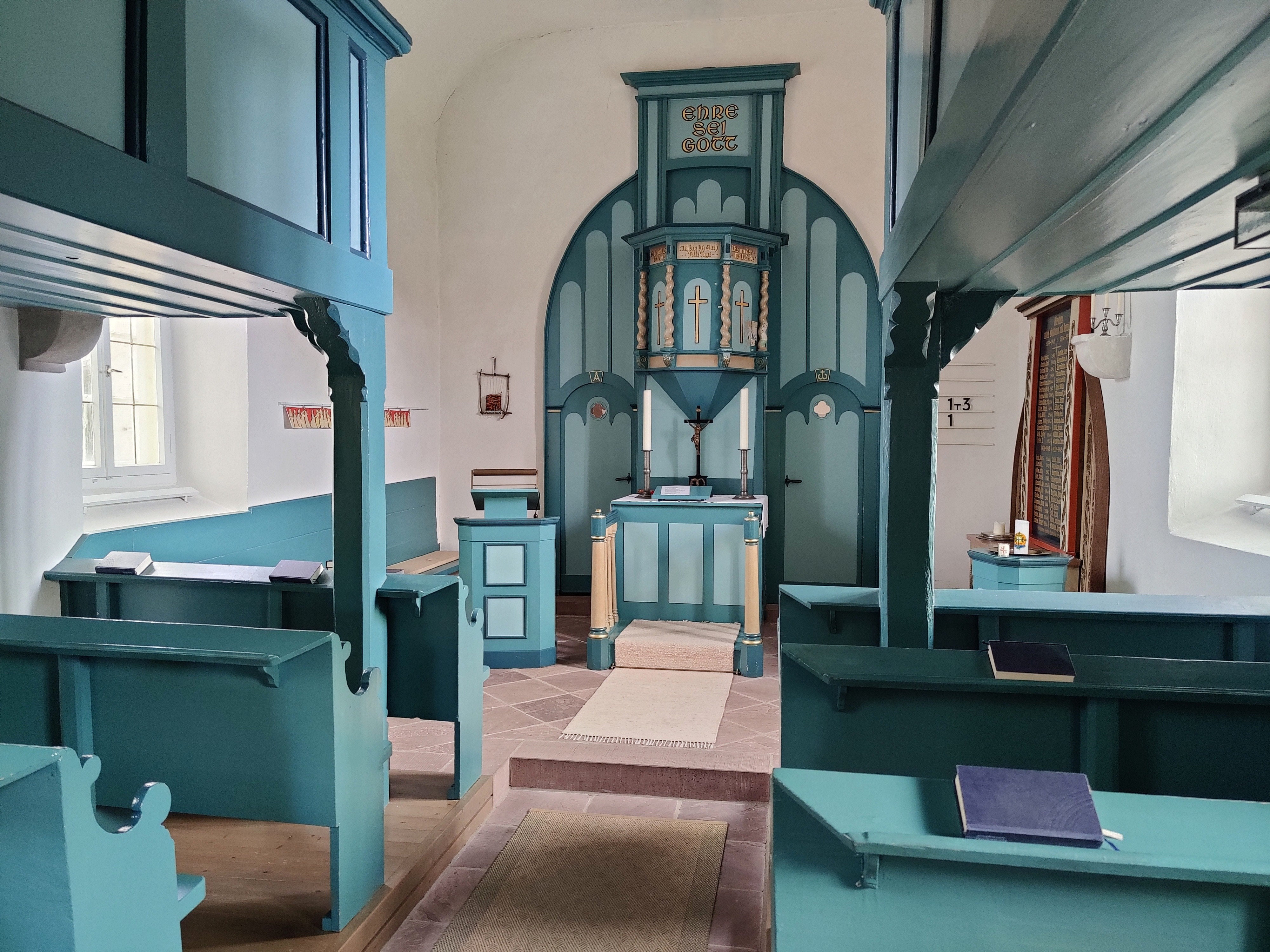
Innenraum (2021)

Die evangelisch-lutherische denkmalgeschützte Kirche Mollenfelde steht im Ortsteil Mollenfelde der Gemeinde Friedland im Landkreis Göttingen von Niedersachsen. Die Kirchengemeinde gehört zum Kirchenkreis Göttingen-Münden im Sprengel Hildesheim-Göttingen der Evangelisch-lutherischen Landeskirche Hannover.

## Beschreibung
Der mittelalterliche Wehrturm im Osten aus Bruchsteinen und Ecksteinen hat an der Ostseite schmale Schießscharten. Im 18. Jahrhundert wurde an ihn das Kirchenschiff angebaut. Die Saalkirche besteht nunmehr aus dem Kirchturm mit einem achtseitigen spitzen schiefergedeckten Helm und dem gleich breiten Kirchenschiff, das mit einem im Westen abgewalmten Satteldach bedeckt ist. Beide Längsseiten haben zwei segmentbogige Fenster. An der Westseite befindet sich das Portal mit einem darüber liegenden Ochsenauge. Im Inneren ist die Bogenöffnung vom Schiff zum Turm durch eine Kanzel-Altar-Wand des 19. Jahrhunderts ausgefüllt.

## Orgel

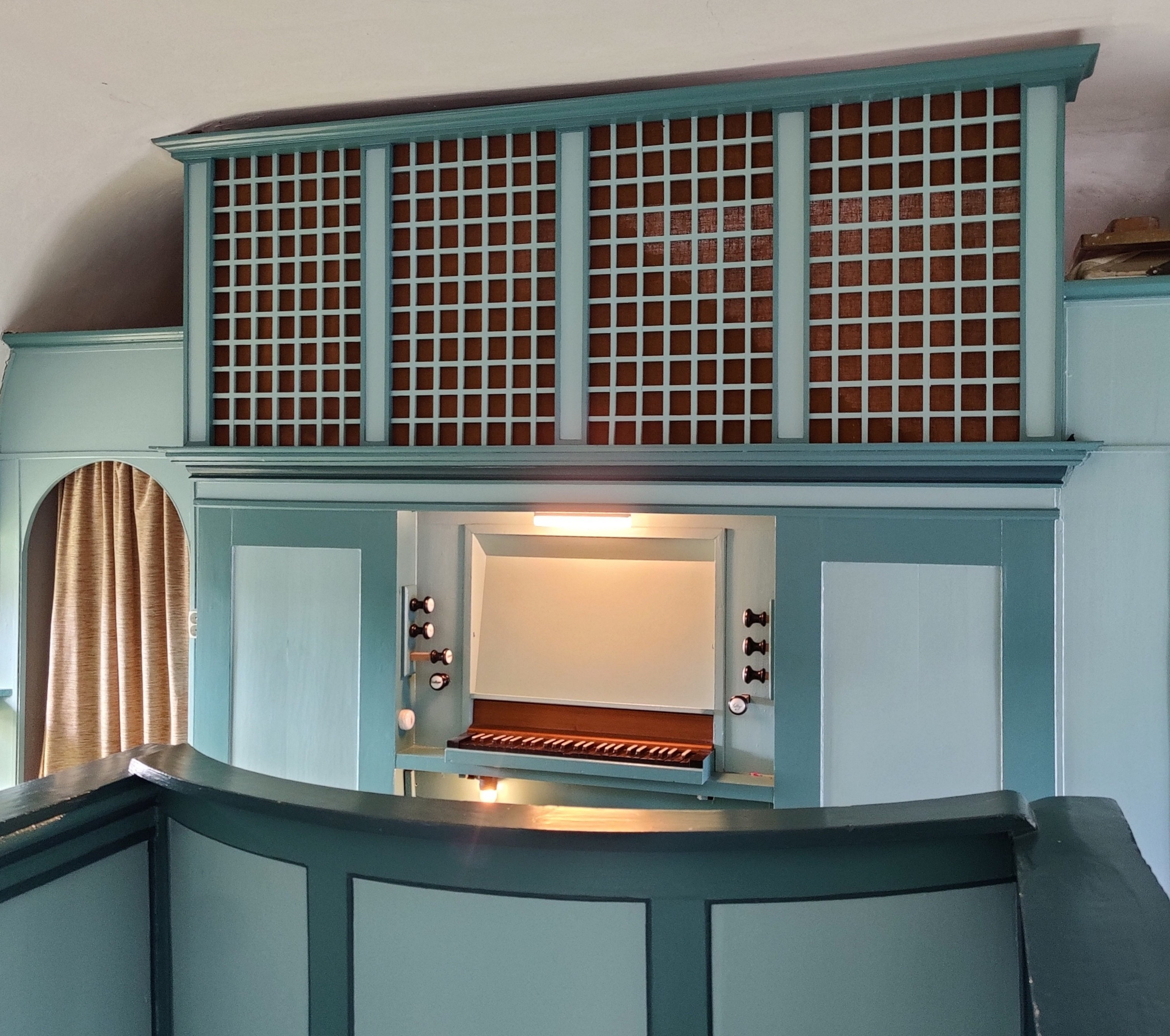
Orgel

Die Orgel ist ein Werk von Carl Heyder (Heiligenstadt) aus dem Jahr 1857. Sie verfügt über sieben Register, die auf ein Manual und Pedal verteilt sind. Die Disposition lautet wie folgt:
| I Manual C–d3 |    |
| Principal     | 8′ |
| Hohlflöte     | 8′ |
| Octave        | 4′ |
| Floete        | 4′ |
| Octave        | 2′ |

| Pedal C–c1 |     |
| Subbaß     | 16′ |
| Octavbaß   | 8′  |

- Koppel: M/P